# Francis Preston Blair

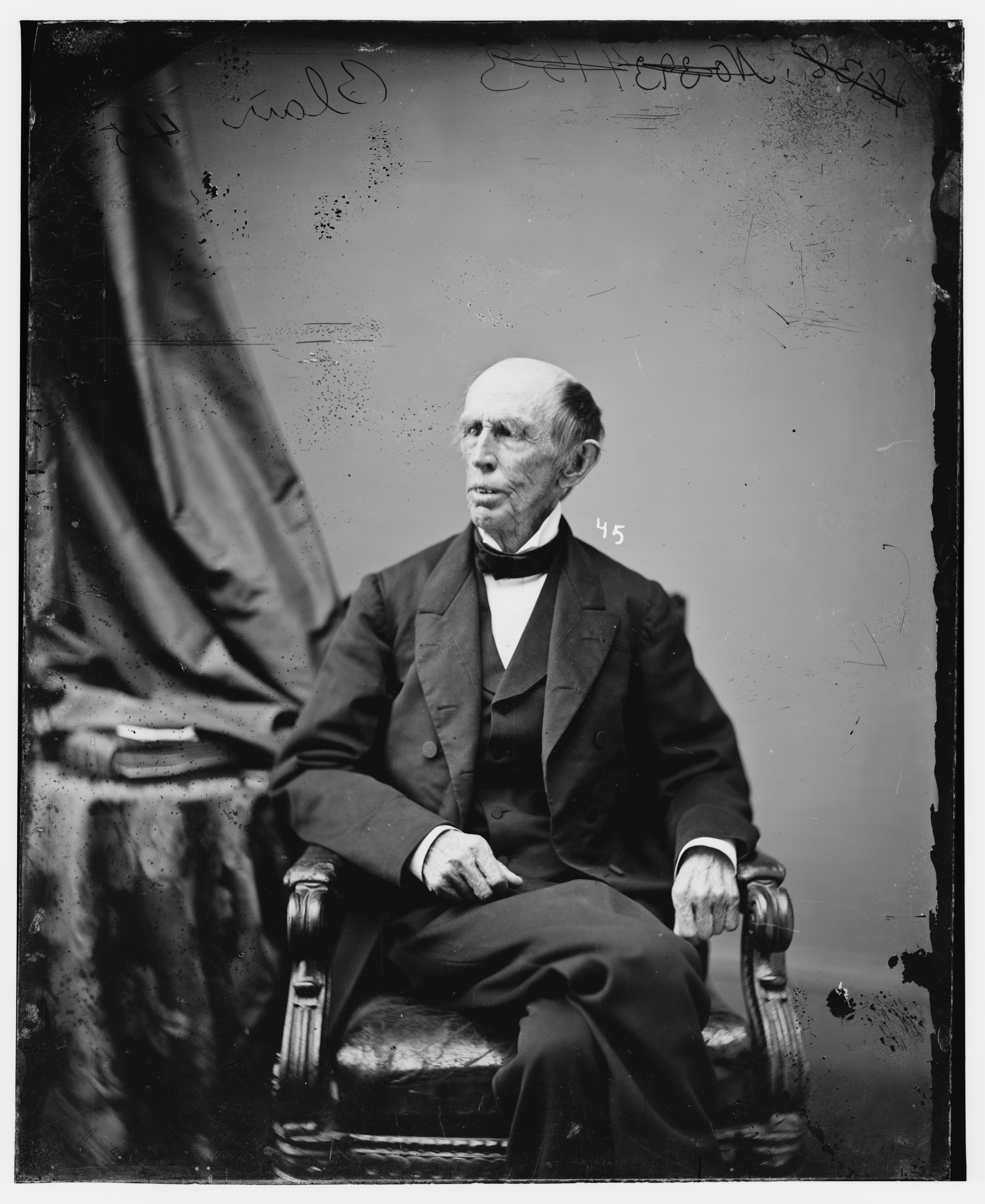
Francis Preston Blair, Sr.

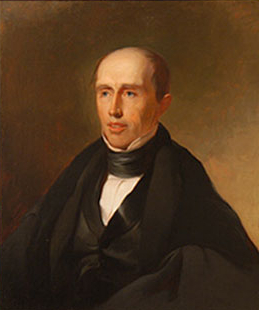
Blair im Mai 1845, Porträt von Thomas Sully.

Francis Preston Blair, Sr. (* 12. April 1791 in Abingdon, Washington County, Virginia; † 5. November 1876 in Silver Spring, Maryland) war ein US-amerikanischer Journalist und Politiker.

## Werdegang
Der aus Virginia stammende Francis Blair zog nach Kentucky, studierte Journalismus und graduierte 1811 an der Transylvania University. Danach war er Mitarbeiter an Amos Kendalls Zeitung Argus of Western America in Frankfort. 1830 wurde er ein begeisterter Anhänger von Andrew Jackson. Er wurde Redakteur beim Washington Globe, dem anerkannten Organ der Jackson Party. In dieser Stellung und als Mitglied von Jacksons „Kitchen Cabinet“ hatte er lange einen starken Einfluss. Der Globe war bis 1841 das administrative Organ und bis 1845 das Chief Democratic Organ. Blair gab 1849 seine Tätigkeit als Redakteur auf. Während seiner Zeit in Washington arbeitete er für Jackson. Ferner erwarb Blair 1836 das Gebäude, das später als Blair House bekannt wurde.
1848 unterstützte er aktiv Martin Van Buren, den Free Soil Kandidaten, bei der Präsidentschaft und 1852 Franklin Pierce. Danach half er im Februar 1856 der neuen Republikanischen Partei, ihren Konvent in Pittsburgh, Pennsylvania, zu organisieren. Er war maßgebend bei der Sicherung der Nominierung von John Charles Frémont beim Konvent im Juni 1856 und von Abraham Lincoln 1860.
Nach Lincolns Wiederwahl 1864 dachte Blair, dass seine früheren engeren persönlichen Beziehungen zu den konföderierten Führern helfen könnten, ein Ende der Feindseligkeiten zu bringen und ging mit Lincolns Zustimmung inoffiziell nach Richmond, wo er den Präsidenten Jefferson Davis anregte, Kommissare zu ernennen, welche die Abgeordneten der Vereinigten Staaten beraten sollten (obwohl dies wohl eine Folge des innenpolitischen Drucks gewesen sein kann). Dies hatte die sinnlose „Hampton Roads Conference“ am 3. Februar 1865 zur Folge. Nach dem Sezessionskrieg wurde Blair ein Gegner von Präsident Andrew Johnsons Reconstructionspolitik, so dass er sich letztendlich der Demokratischen Partei anschloss.
Blair war Sklavenhalter.

## Gründer von Silver Spring
1840 fand Blair (und möglicherweise seine Tochter Elizabeth) eine „Glimmergesprenkelte“ Schicht, die in der Nähe von Seventh Street Pike (heute Georgia Avenue) entsprang. Er mochte den Standort derart, dass er das umgebende Land kaufte und ein Sommerhaus für seine Familie mit dem Namen Silver Spring errichtete. Die gleichnamige Stadt wurde nach Blairs Grundbesitz benannt.

## Familie
Blair hatte zwei Söhne, Montgomery Blair (1813–1883) und Francis Preston Blair, Jr. (1821–1875), sowie einen Neffen, Benjamin Gratz Brown (1826–1885), der auch ein bedeutender amerikanischer Politiker war. Er hatte auch eine Tochter, Elizabeth Blair (1818–1906), die den Konteradmiral Samuel Phillips Lee heiratete. Er ist auch der Ur-Urgroßvater des Schauspielers Montgomery Clift (1920–1966).